# I.V.
《I.V.》是日本樂團X Japan在2008年1月23日發行的數位音樂單曲。這首歌曲也是他們自1998年發行The Last Song之後的首張單曲。I.V.也是2007年電影《奪魂鋸4》的主題曲。

## 概觀
X Japan在2007年年中的復出包括Yoshiki、Toshi、Heath、Pata等四個團員在內。同年七月，Yoshiki便著手製作美國電影公司Lionsgate所出品《奪魂鋸4》的主題曲，之後並決定以X Japan的名義發行這張單曲。
當年10月，Lionsgate發布了電影的相關訊息以及X Japan即將演唱奪魂鋸最新一集主題曲的消息。I.V.除了Toshi、Yoshiki、Heath和Pata外，也加入Hide未發行過的吉他演奏。據Yoshiki所述，這次公開的版本是他先前所製作作品較短的一個版本，因原始的版本過長而無法配合電影歌曲的長度。
外界對於「I.V.」的命名有許多的闡釋。原先只是認為Yoshiki將靜脈流(intravenous drip)的縮寫作為曲名，後來發現其中I.V.這種縮寫方式除了能符合電影最新第4集的編排外，也代表當時X Japan的團員人數。除此之外，X Japan在1997年9月22日時正式宣布解散，而I和V在英文字母中的順序正好分別是第九與第二十二個字母。
原先這首曲子將隨《奪魂鋸4》的原聲帶一起推出，但Yoshiki也計畫能讓這首曲子以X Japan的名義發行。而後於2008年1月23日，在蘋果的iTunes Store上發行，並出現在日本的itune首頁上；而在美國則是標上了「What's hot」的標語。I.V.透過網路在世界各地同時發行（包括日本、南韓、美國、加拿大、英國、紐西蘭、澳洲、法國、比利時、丹麥、德國、西班牙、希臘、愛爾蘭、義大利、盧森堡、荷蘭、挪威、奧地利、葡萄牙、瑞士以及瑞典）。在Jade發行之後I.V.也將以CD的形式再次發行為單曲
。

在遊戲Rock Band 2中I.V.也被列在20首免費下載的曲目之內，同時也是日本樂團第一首在西方電玩市場中出現的曲子。

## MV
I.V.的音樂錄影帶是樂團在東京御台場的Aqua City頂樓表演時所拍攝。影片中表現出樂團在東京摩天大樓頂端表演舞台的遼闊感。當中穿插了在澀谷街頭螢幕上所播放hide表演的影片，舞台上也擺著hide專用的吉他Fermandes MG-120X。影片的最後，團員在雨中合唱。這段影片於2008年的1月22日發布，且分別收錄在奪魂鋸4的DVD、和同年2月29日發行的X Japan Return－Complete Edition中。
2010年1月9日樂團再次拍攝了新版的音樂錄影帶，拍攝背景設於美國加州好萊塢，並且包括新團員Sugizo演奏的片段。

## 外部連結
- Official announcement on X Japan website（页面存档备份，存于）